# Alzira (Hiszpania)
Alzira – gmina w Hiszpanii, w prowincji Walencja, we wspólnocie autonomicznej Walencja, o powierzchni 110,49 km². W 2011 roku liczyła 44 941 mieszkańców.